# Referendum sull'autonomia della Martinica del 2010
Il referendum sull'autonomia della Martinica del 2010 (in francese, ufficialmente, consultation des électeurs de la Martinique en application des articles 72-4 et 73 de la Constitution) è un referendum per l'autonomia che si è svolto in Martinica il 10 gennaio 2010 per votare sull'autonomia del territorio d'oltremare francese. Agli elettori è stata data la scelta di ottenere più autonomia dalla Francia metropolitana trasformando il territorio in una collettività d'oltremare con l'applicazione dell'articolo 74 della costituzione francese. La proposta è stata respinta con il 70,22% dei voti.
Nella stessa giornata si è tenuto in Guyana francese un referendum equivalente, anch'esso respinto.

## Contesto
Il presidente francese Nicolas Sarkozy ha proposto il referendum dopo aver visitato l'isola caraibica della Martinica nel giugno 2009. I dipartimenti francesi d'oltremare della Martinica e della Guadalupa avevano subito scioperi generali prolungati all'inizio del 2009, a causa dei salari e degli standard di vita più bassi rispetto alla Francia continentale.
La Martinica all'epoca era, così come la Guyana francese, un dipartimento e regione d'oltremare, avente lo stesso status dei dipartimenti e delle regioni della Francia europea secondo l'articolo 73 della Costituzione francese.
La consultazione propone una maggiore autonomia, passando sotto lo status di collettività d'oltremare invece che sotto quello di dipartimento e regione, come i territori di Saint-Martin e Saint-Barthélemy.

## Esito
| Scelta                                      | Voti    | %     |
| ------------------------------------------- | ------- | ----- |
| Sì                                          | 32 954  | 20,69 |
| No                                          | 126 298 | 79,31 |
| Valide                                      | 159 252 | 96,99 |
| Non valide/bianche                          | 4 946   | 3,01  |
| Totale                                      | 164 198 | 100   |
| Aventi diritto                              | 296 802 | 55,32 |
| Fonte: Ministero dell'interno e d'oltremare |         |       |

## Conseguenze
Con la vittoria del "no", viene applicato il secondo articolo del decreto presidenziale sul referendum per l'autonomia della Martinica, e viene dunque istituito un secondo referendum il 24 gennaio. Il secondo referendum propone la creazione di una collettività unica che eserciti le competenze di dipartimento e regione. Il secondo referendum viene approvato dalla maggioranza dei votanti, e porta alla creazione dell'Assemblea della Martinica, istituita il 1º gennaio 2016.